# Giải bóng đá Hạng Nhất Quốc gia 2004
Giải bóng đá Hạng Nhất Quốc gia 2004, tên gọi chính thức là Giải bóng đá Hạng Nhất Quốc gia Picenza 2004 vì lý do tài trợ, là mùa giải thứ 7 của Giải bóng đá hạng nhất quốc gia Việt Nam kể từ khi thành lập năm 1997. Mùa giải này, có 12 đội bóng tham dự: Quảng Nam, Bưu điện Hồ Chí Minh, Quân khu 7, Quân khu 5, Tiền Giang, Cần Thơ, Thanh Hoá, Thép Miền Nam - Cảng Sài Gòn, Khách sạn Khải Hoàn, Hòa Phát Hà Nội, An Giang và Thừa Thiên Huế. Với sự góp mặt của 12 đội bóng trên khắp cả nước tranh tài để xác định 2 suất thăng hạng lên chơi tại Giải bóng đá vô địch quốc gia và 2 suất xuống chơi tại Giải bóng đá hạng Nhì Quốc gia, diễn ra từ 3 tháng 1 đến 16 tháng 6 năm 2004.

## Danh sách đội bóng tham dự
| Đội                          | Trụ sở                | Sân nhà                 | Sức chứa |
| ---------------------------- | --------------------- | ----------------------- | -------- |
| Bưu điện Hồ Chí Minh         | Thành phố Hồ Chí Minh | Sân vận động Thống Nhất | 20,000   |
| An Giang                     | Long Xuyên            | Sân vận động An Giang   | 15,000   |
| Thép Miền Nam - Cảng Sài Gòn | Thành phố Hồ Chí Minh | Sân vận động Thống Nhất | 30,000   |
| Quân khu 7                   | Thành phố Hồ Chí Minh | Sân vận động Quân khu 7 | 10,000   |
| Quân khu 5                   | Đà Nẵng               | Sân Vận Động Quân khu 5 | 10,000   |
| Tiền Giang                   | Tiền Giang            | Sân vận động Tiền Giang | 20,000   |
| Hòa Phát Hà Nội              | Hà Nội                | Sân vận động Hàng Đẫy   | 20,000   |
| Khách sạn Khải Hoàn          | Thành phố Hồ Chí Minh | Sân vận động Thanh long | 10,000   |
| Thừa Thiên Huế               | Huế                   | Sân vận động Tự Do      | 20,000   |
| Thanh Hoá                    | Thanh Hóa             | Sân vận động Thanh Hóa  | 25,000   |
| Cần Thơ                      | Cần Thơ               | Sân vận động Cần Thơ    | 40,000   |
| Quảng Nam                    | Tam Kỳ                | Sân vận động Quảng Nam  | 10,000   |

### Cầu thủ ngoại binh
Mỗi CLB phải đăng ký 4 cầu thủ ngoại nhưng chỉ ra sân là 3 cầu thủ ngoại
| Câu lạc bộ                   | Cầu thủ 1                   | Cầu thủ 2                            | Cầu thủ 3                       | Cầu thủ 4                   | Cầu thủ cũ                           |
| ---------------------------- | --------------------------- | ------------------------------------ | ------------------------------- | --------------------------- | ------------------------------------ |
| Bưu điện Hồ Chí Minh         | Kim Dae Chul                | Nii Hidemoto                         | Bakare Adewunmi Ganiyu          | Nsoga Alain                 | Lee Alexander Kirby                  |
| An Giang                     | Chukiat Noosarung           | Apisit Khaikaew                      | William Yami                    | Cebula Tomasz               | Kao Nisai Theodore Oyenka Okafor     |
| Thép Miền Nam - Cảng Sài Gòn | Diachenko Yevgen            | Klimenko Yuri                        | Antonio Carlos                  | Balenko Oleksandr           | Oleksandr Gnatenko                   |
| Quân khu 7                   | Không sử dụng cầu thủ ngoại | Không sử dụng cầu thủ ngoại          | Không sử dụng cầu thủ ngoại     | Không sử dụng cầu thủ ngoại | Không sử dụng cầu thủ ngoại          |
| Quân khu 5                   | Không sử dụng cầu thủ ngoại | Không sử dụng cầu thủ ngoại          | Không sử dụng cầu thủ ngoại     | Không sử dụng cầu thủ ngoại | Không sử dụng cầu thủ ngoại          |
| Tiền Giang                   | Kawalya Samuel Mujabi       | Yusuf Kinene                         | Gnatenko Aleksandr              |                             | Ibrahim Kongo                        |
| Hòa Phát Hà Nội              | Musa Aliu                   | Theophilus Esele                     | Diego Moreno Oscar              | Raposo Dos Santos           | Anthony Kankam                       |
| Khách sạn Khải Hoàn          | Benjamin Mawusi Dzigba      | Ndzana Etoga Ambroise Alain Francois |                                 |                             |                                      |
| Thừa Thiên Huế               | Francisco Kubio             | Vieira Rodrigues                     | Andre Luiz Vieira Do Nascimento | Arthur Bemrder              | Hugo Alfredo Fernander               |
| Thanh Hoá                    | Không sử dụng cầu thủ ngoại | Không sử dụng cầu thủ ngoại          | Không sử dụng cầu thủ ngoại     | Không sử dụng cầu thủ ngoại | Không sử dụng cầu thủ ngoại          |
| Cần Thơ                      | Justin Onyekachi            | Mirshad Majedi                       | Felix Ahmed Aboagye             | Tsepkalo Yevgen             | Edson Gomes Muniz Essomba Mba Martin |
| Quảng Nam                    | Ronald Martin Katsigazi     | Robson Siveira                       | Cleiton Santos                  | Marcel Nkueni               | Makhoha Predric                      |

## Bảng xếp hạng
| VT | Đội                                 | ST | T  | B  | H | BT | BB | HS  | Đ  | Thăng hạng hoặc xuống hạng                |
| -- | ----------------------------------- | -- | -- | -- | - | -- | -- | --- | -- | ----------------------------------------- |
| 1  | Thép Miền Nam - Cảng Sài Gòn (C, P) | 22 | 15 | 2  | 5 | 51 | 18 | +33 | 50 | Thăng hạng và thi đấu tại V-League 1 2005 |
| 2  | Hòa Phát Hà Nội (P)                 | 22 | 13 | 3  | 6 | 35 | 13 | +22 | 45 | Thăng hạng và thi đấu tại V-League 1 2005 |
| 3  | Thừa Thiên Huế                      | 22 | 13 | 3  | 6 | 33 | 14 | +19 | 45 |                                           |
| 4  | Khách sạn Khải Hoàn                 | 22 | 7  | 8  | 7 | 30 | 39 | −9  | 28 |                                           |
| 5  | Bưu điện                            | 22 | 7  | 9  | 6 | 30 | 31 | −1  | 27 |                                           |
| 6  | Tiền Giang                          | 22 | 7  | 10 | 5 | 24 | 22 | +2  | 26 |                                           |
| 7  | Thanh Hoá                           | 22 | 6  | 8  | 8 | 19 | 24 | −5  | 26 |                                           |
| 8  | Quảng Nam                           | 22 | 6  | 10 | 6 | 24 | 30 | −6  | 24 |                                           |
| 9  | An Giang                            | 22 | 5  | 8  | 9 | 22 | 32 | −10 | 24 |                                           |
| 10 | Cần Thơ                             | 22 | 5  | 10 | 7 | 14 | 24 | −10 | 22 |                                           |
| 11 | Quân khu 5 (R)                      | 22 | 6  | 12 | 4 | 13 | 29 | −16 | 22 | Xuống thi đấu Giải hạng Nhì Quốc gia 2005 |
| 12 | Quân khu 7 (R)                      | 22 | 6  | 13 | 3 | 22 | 41 | −19 | 21 | Xuống thi đấu Giải hạng Nhì Quốc gia 2005 |

## Lịch thi đấu và kết quả
| Nhà \ Khách[1]       | CAG | CBĐ | CCT | CSG | CHP | CKH | CQN | CQ7 | CQ5 | CTT | CTH | CTG |
| An Giang             |     | 1–0 | 1–1 | 1–3 | 1–1 | 2–1 | 4–2 | 0–0 | 3–1 | 0–0 | 0–2 | 2–2 |
| Bưu điện Hồ Chí Minh | 0–0 |     | 2–0 | 1–1 | 0–0 | 1–1 | 5–0 | 2–0 | 2–3 | 3–2 | 2–2 | 2–3 |
| Cần Thơ              | 1–0 | 2–1 |     | 1–1 | 0–0 | 1–1 | 0–1 | 0–1 | 1–1 | 1–1 | 2–1 | 0–0 |
| Cảng Sài Gòn         | 4–1 | 2–1 | 1–2 |     | 2–1 | 4–1 | 2–0 | 3–1 | 8–0 | 1–1 | 5–0 | 2–0 |
| Hòa Phát Hà Nội      | 3–0 | 0–0 | 2–0 | 1–3 |     | 2–1 | 1–0 | 4–0 | 0–0 | 2–1 | 0–1 | 2–1 |
| Khách sạn Khải Hoàn  | 2–2 | 3–2 | 3–1 | 1–1 | 1–3 |     | 2–2 | 0–2 | 2–1 | 0–0 | 1–1 | 3–1 |
| Quảng Nam            | 3–1 | 0–1 | 2–0 | 1–2 | 0–1 | 2–0 |     | 3–0 | 2–0 | 0–1 | 2–2 | 1–1 |
| Quân khu 5           | 0–3 | 1–2 | 0–1 | 0–0 | 1–0 | 0–0 | 1–0 |     | 2–0 | 0–1 | 1–0 | 2–1 |
| Quân khu 7           | 2–3 | 0–1 | 1–0 | 2–3 | 0–3 | 2–3 | 2–2 | 3–0 |     | 0–1 | 2–1 | 1–0 |
| Thừa Thiên Huế       | 2–0 | 3–0 | 2–0 | 1–0 | 1–1 | 3–1 | 1–1 | 3–2 | 2–0 |     | 3–0 | 2–1 |
| Thanh Hóa            | 0–0 | 1–1 | 1–0 | 1–2 | 0–1 | 1–2 | 0–0 | 3–0 | 1–0 | 0–0 |     | 0–0 |
| Tiền Giang           | 2–0 | 2–0 | 1–0 | 0–1 | 0–0 | 5–0 | 3–0 | 1–0 | 0–1 | 0–2 | 0–1 |     |

Cập nhật lần cuối: 9 tháng 4 năm 2015.
Nguồn: Giải bóng đá hạng nhất quốc gia Việt Nam 2004
1 ^ Đội chủ nhà được liệt kê ở cột bên tay trái.
Màu sắc: Xanh = Chủ nhà thắng; Vàng = Hòa; Đỏ = Đội khách thắng.

## Tổng kết mùa giải
- Vô địch: Thép Miền Nam - Cảng Sài Gòn
- Lên hạng chuyên nghiệp: Hòa Phát Hà Nội
- Xuống hạng nhì: Quân khu 5 và Quân khu 7
- Vua phá lưới: Diego Moreno Oscar (12 bàn)
- Cầu thủ xuất sắc nhất: